# Bolitoglossa heiroreias
Bolitoglossa heiroreias (tên tiếng Anh: Holy-mountain Salamander) là một loài kỳ giông trong họ Plethodontidae.
Nó được tìm thấy ở El Salvador, Guatemala, và có thể cả Honduras.
Môi trường sống tự nhiên của chúng là các khu rừng vùng núi ẩm nhiệt đới hoặc cận nhiệt đới.
Nó bị đe dọa do mất môi trường sống.